# أنصار الله الحوثيون
حركة أنصار الله (كانت تسمى بـ حركة الشباب المؤمن)، هي حركة سياسية إسلامية يمنية، مسلحة متحالفة مع إيران ضمن الصراع الإيراني السعودي بالوكالة ولمحاربة النفوذ الأمريكي الإسرائيلي، ظهرت في محافظة صعدة شمال اليمن في التسعينيات كحركة دينية زيدية، وتتخذ منها مركزاً رئيسياً لها. عُرفت إعلامياً وسياسياً باسم الحوثيين نسبة إلى مؤسسها بدر الدين الحوثي الزعيم الديني للحركة.
تأسست الحركة عام 1992 نتيجة شعور أتباعها بأن الحكومة اليمنية تقوم بالتهميش والتمييز ضد الهاشميين. عرف عن انتماء قادة الحركة وأعضائها إلى المذهب الزيدي؛ حيث يعتقد الشيعة الزيدية أن الحاكم يجب أن يكون هاشميا من نسل أهل البيت، وتقاد الحركة من قبل شخصيات هاشمية زيدية كاريزماتية وتستلهم وجودها من التراث الهاشمي الزيدي اليماني، ولا تعتبر الحركة نفسها تحدياً للحكومة اليمنية ولا مظهرًا محليًا من مظاهر الهلال الشيعي العابر للقوميات. وقائد الحركة حالياً هو عبد الملك الحوثي ابن مؤسس الحركة بدر الدين الحوثي.
تشمل الأهداف المعلنة للحركة مكافحة التخلف الاقتصادي والتهميش السياسي للهاشميين في اليمن مع السعي إلى مزيد من الحكم الذاتي للمناطق ذات الأغلبية الزيدية في شمال البلاد، حيث حكم الأئمة الزيديون اليمن لمئات السنين انتهت عند قيام ثورة 26 سبتمبر اليمنية عام 1962 التي أنهت المملكة المتوكلية، تغير بعدها اسم البلاد إلى الجمهورية العربية اليمنية بدعم من مصر خلال حكم جمال عبد الناصر والقوميين العرب. كما يزعمون أنهم يدعمون جمهورية غير طائفية أكثر ديمقراطية في اليمن. جعل الحوثيون محاربة الفساد محور برنامجهم السياسي.
تستقطب جماعة الحوثي أتباعها الشيعة الزيديين في اليمن من خلال الترويج للقضايا السياسية والدينية الإقليمية في وسائل إعلامها، بما في ذلك نظرية المؤامرة الأمريكية الإسرائيلية الشاملة وما تسميه "التواطؤ العربي". في عام 2003، أصبح شعار الحوثيين «الله أكبر، الموت لأمريكا، الموت لإسرائيل، اللعنة على اليهود، النصر للإسلام» العلامة المميزة للجماعة.
علاقة الحوثيين معقدة مع المسلمين السنة في اليمن، فمن جهة قامت الحركة بالتمييز ضد السنة ولكنها جندتهم وتحالفت مع بعضهم. تحت قيادة حسين بدر الدين الحوثي، ظهرت الجماعة كمعارضة للرئيس اليمني السابق علي عبد الله صالح، الذي اتهموه بالفساد المالي الهائل وانتقدوا دعمه من السعودية والولايات المتحدة على حساب الشعب اليمني وسيادة اليمن. مقاومة لأمر صالح باعتقاله، قُتل حسين بدر الدين الحوثي في محافظة صعدة عام 2004م مع عدد من حراسه على يد الجيش اليمني، مما أشعل فتيل تمرد الحوثيين في اليمن منذ ذلك الحين باستثناء فترة قصيرة، قاد الحركة أخوه عبد الملك الحوثي. واشتد القتال في اغسطس/آب عندما شن الجيش عملية الأرض المحروقة. ودخلت السعودية الصراع في نوفمبر 2008م عندما سيطر المتمردون الحوثيون على أجزاء من الحدود بين البلدين.
ساهم الحوثيون في ثورة 2011 اليمنية من خلال المشاركة في احتجاجات الشوارع والتنسيق مع جماعات المعارضة الأخرى، وانضموا إلى مؤتمر الحوار الوطني في اليمن كجزء من مبادرة مجلس التعاون الخليجي للتوصل إلى سلام بعد الاضطرابات، ومع ذلك، رفض الحوثيون لاحقًا بنود اتفاق نوفمبر 2011 لدول مجلس التعاون الخليجي التي تنص على تشكيل ست مناطق اتحادية في اليمن، زاعمين أن الصفقة لم تُصلِح بشكل أساسي الحكم وأن الفدرالية المقترحة «قسمت اليمن إلى مناطق فقيرة وغنية». كما خشي الحوثيون من أن الصفقة كانت محاولة سافرة لإضعافهم من خلال تقسيم المناطق الواقعة تحت سيطرتهم بين مناطق منفصلة. في أواخر عام 2014 أصلح الحوثيون علاقاتهم بالرئيس الأسبق علي عبد الله صالح، وبمساعدته سيطروا على العاصمة وجزء كبير من الشمال. وفقا للأمم المتحدة فقد أدت الحرب الأهلية اليمنية بين الحوثيين المدعومين من إيران والحكومة الشرعية المدعومة من السعودية ودول الخليج إلى مقتل أكثر من 377 ألف شخص بينهم عشرات الآلاف من الأطفال حتى عام 2021م، مما جعل اليمن صاحبة أسوأ  أزمة إنسانية في العالم في ذلك الوقت.
صنفت المملكة العربية السعودية والإمارات العربية المتحدة وماليزيا جماعة الحوثيين على أنها منظمة إرهابية، وفي ديسمبر 2020 تحدث بعض المسؤولين الأمريكيين عن عزم الولايات المتحدة تصنيف الحوثي كمنظمة إرهابية. وصُنِّفَ الحوثيون كمنظمة إرهابية في 11 يناير 2021 من قبل الولايات المتحدة الأمريكية على لسان وزير خارجيتها مايك بومبيو ولقي ذلك ترحيبا واسعا من قبل دول التحالف السعودي والحكومة الشرعية المعترف بها دولياً.
وفي 16 فبراير 2024 أعلنت وزارة الخزانة الأميركية، دخول العقوبات التي فرضتها الولايات المتحدة على الحوثيين حيز التنفيذ، وذلك رداً على الهجمات التي شنتها الجماعة ضد السفن التجارية الإسرائيلية والمتعلق بإسرائيل في البحر الأحمر وأدّت إلى تعطيل جزئي لحركة التجارة البحرية عبر مضيق باب المندب.

وفي 4 مارس 2025 أعلنت وزارة الخارجية الأمريكية تصنيف حركة أنصار الله الحوثيين كمنظمة إرهابية أجنبية إيفاءً 
| أنصار الله الحوثيون | بأحد الوعود الأولى للرئيس ترامب عند توليه المنصب | أنصار الله الحوثيون |

.

## خلفية

### الأسس الفكرية

شعار خطي تستخدمه أنصار الله مع نص قرآني: «يا أيها الذين آمنوا كونوا أنصار الله».

لا ينكر الحوثيين هدفهم الرئيسي بإعادة احياء الإمامة (الخلافة) في اليمن، وبينما يرون جواز أن يكون رئيس أو حاكم الدولة غير هاشمي يعتقدون بأن الإمام أو الخليفة يجب أن يكون هاشميًا. جميع أعمالهم مستمدة من تاريخ الأئمة الرسيين الهاشميين الذين حكموا اليمن ألف سنة.

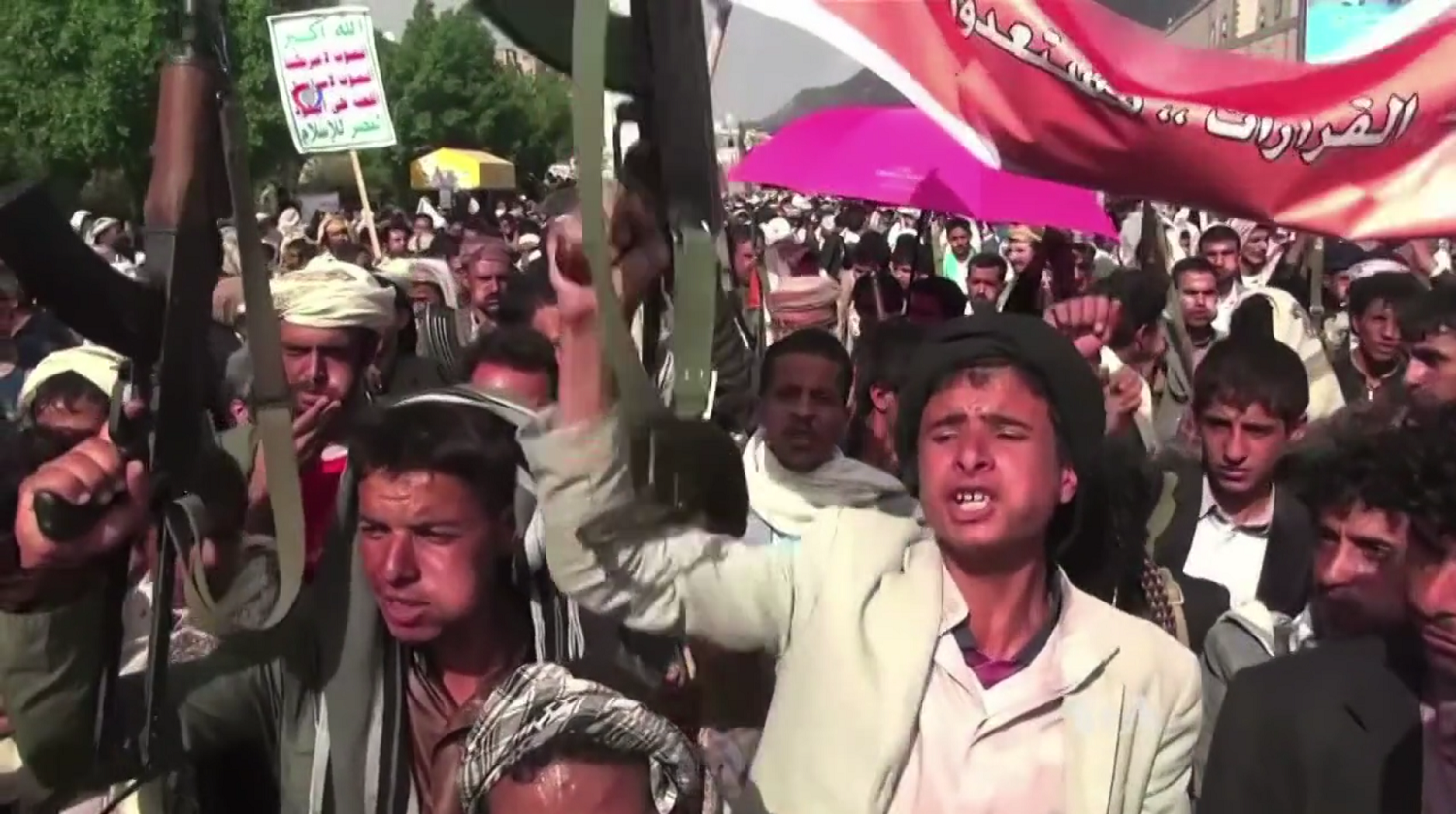
مسلحي الحوثيين يحتجون علي الضربات الجوية التي شنها التحالف الذي تقوده السعودية على صنعاء في سبتمبر / أيلول 2015

تسبب الفقر وظلم الحكومة اليمنية لسكان صعدة والقصف العشوائي على المدنيين خلال حروب الحوثيين الخمسة التي بدأت في حزيران/يونيو عام 2004م بازدياد أعداد أنصار الحوثيين وانضمام أعداد كبيرة من السكان والقبائل والمقاتلين لتنظميات الحوثي المسلحة بسبب الظلم الذي تعرضوا له وفقدانهم اقرباءهم أو افراد من قبائلهم.[بحاجة لمصدر]
يطلق اسم الزيدية تاريخيًا على مذاهب مختلفة (المطرفية، السالمية، القاسمية، المؤيدية، الصالحية، البترية، السليمانية، الناصرية، الجارودية، الحريرية، الهادوية، الخ) وجميعها تتبنى فكرة الخروج على الحاكم الظالم ولم يبق من المذاهب الزيدية سوى الهادوية في شمال اليمن[محل شك]، بينما يؤكد المؤرخ نشوان الحميري في كتابه "الحور العين" أنه لا توجد في اليمن من فرق الزيدية غير الجارودية وهم في صنعاء وصعدة وما يليهما.، لذلك يذهب البعض إلى وصف جماعة الحوثي بأنها كيان هادوي وجارودي، لكنها عادة ما تقدم نفسها على أنها حركة زيدية إحيائية. تؤمن قيادة الحوثيين الممثلة بأسرة الحوثي بفكرة حصر الإمامة في البطنين الهاشميين، ذرية الحسن والحسين، ويحاول قادة الحوثيين نشر فكرهم المذهبي مع نشر بعض الأعياد الشيعية مثل عيد الغدير وذكرى عاشوراء غير المألوفة في اليمن تحت مسمى الزيدية، ويرى قادة الحوثيين أن قسمًا كبيرًا من الزيود (الزيدية القبلية) أصبحوا وهابيين وخرجوا عن المذهب الزيدي الهاشمي.[محل شك]
يتخوف قادة الحوثيين من تقلص نفوذ الهاشميين والمذهب الزيدي وانتشار المذهب الحنبلي على الطريقة الوهابية بين الزيود في اليمن، ويرون أنه فكر ضال تكفيري يتعارض مع أساس فكرة مذهبهم القائمة على فكرة الخروج على الحاكم الظالم.

حسين بدر الدين الحوثي

تأثرت حركة الحوثيين بأطروحات بدر الدين الحوثي وهو أحد فقهاء المذهب الزيدي المناهض للمذهب الحنابي في اليمن، وكان قد ألف عددًا من المؤلفات يتطرق لأفكارهم بالنقد وتحديدا على أحد أعلام الحنابلة في اليمن مقبل الوادعي. ويقول محمد بدر الدين الحوثي:
| أنصار الله الحوثيون | نحن لب الزيدية عقيدةً وفكراً وثقافة وسلوكاً. ونسبة الزيدية إلى الإمام زيد بن علي عليه السلام هي نسبة حركية وليست نسبة مذهبية كما هي بالنسبة لأتباع الإمام الشافعي وغيره من أئمة المذاهب. ومن ادعى أننا خارجون عن الزيدية سواء بهذا المفهوم الذي ذكرناه أو غيره، فعليه أن يحدد القواعد التي من خلالها تجاوزنا المذهب الزيدي وخرجنا عنه ولكن بمصداقية وإنصاف. أما من يدعي أننا إثنا عشرية فهو جهل واضح لأن لكل مذهب أصولاً وقواعد تميزه عن المذاهب الأخرى، ومن لم ينطلق من تلك الأصول والقواعد فليس تابعاً لذلك المذهب، وإن كان هناك قواسم مشتركة بيننا وبين الإثنا عشرية فهي موجودة كذلك بيننا وبين بقية المذاهب كلها. فالذي يرى أننا اثنا عشرية بمجرد إقامة عيد الغدير، أو ذكرى عاشوراء أو نحو هذا فهو جاهل ومغفل لا يستحق النقاش معه | أنصار الله الحوثيون |

سافر بدر الدين الحوثي إلى طهران وأقام بها عدة سنوات وتأثر بالخميني والنموذج الإيراني واعتقد بإمكانية احياء الخلافة/الإمامة الزيدية في اليمن.
اتهم عدد من فقهاء الزيدية (منهم مؤسسون لحركة الشباب المؤمن) الحوثيين بالخروج عن المدرسة الزيدية واستيراد بعض بدع الإثنا العشرية أو أنهم زيدية متطرفون وهو اتهام تشاركهم فيه الحنابلة المعادية للحوثيين. ذلك أن الحكومة اليمنية لجأت لتبرير حربها دينيًا. اتهمهم محمد بن عبد العظيم الحوثي بأنهم «مارقين وملاحدة وليسوا من الزيدية في شيء» وحكم عليهم بالردة والخروج عن ما وصفه «بمذهب آل البيت»  رد الحوثيون على هذه الاتهامات وقالوا أن الفقهاء الزيدية المعارضين لتوجهاتهم علماء سلطة.

أرادت الحكومة اليمنية وحلفاؤها صبغ الصراع بصبغة طائفية لتلقي الدعم المالي والمعنوي من دول مجاورة لتصوير الصراع كجزء من حرب إقليمية وتهديد للأمن العالمي، للتغطية على جهود الحكومة الضئيلة والمتقطعة في مواجهة التنظيمات الإرهابية. ونفى يحيى بدر الدين الحوثي في لقاء صحفي الاتهامات عن مطالبهم بإعادة الإمامة الزيدية في حوار مع صحيفة ألمانية:
| أنصار الله الحوثيون | لقد ولت تلك الأيام. نحن نريد وقف الحرب. لكننا لا نريد ديكتاتورية. صالح حكم البلاد لمدة 30 عامًا، فهل هذه جمهورية؟ نحن نريد دولة القانون التي تضمن أيضًا حقوق الأقليات | أنصار الله الحوثيون |

وعن انتمائهم الإثني عشري المزعوم [رأي شخصي؟]:
| أنصار الله الحوثيون | هذه بروباغندا. نحن زيدية وما يجمعنا بالإثني عشرية في إيران قليل، صالح يكرر هذه التهمة لخلق هلع عالمي وجلب دعم أعداء إيران ولتشتيت الإنتباه عن ما تقوم به السعودية في اليمن | أنصار الله الحوثيون |

صرح يحيى الحوثي أحد قادة حركة انصار الله ان الحوثيين زيدية المذهب وليسوا إثني عشرية كما يروج الاعلام، وقال انهم لا يؤمنون ب12 امام معصوم ولا بالمهدي الامام الغائب الذي هو الركن الأساسي بالطائفة بالإثنا عشرية الشيعية ولا يؤمنون بنزول عيسى. وانهم يرفضون زواج المتعة والقدح بالصحابة وبالنسبة لهم إقامتهم عيد الغدير وذكرى عاشوراء لا تعني انهم اثني عشرية.

وبالرغم من نفيهم تهمة الطعن في الصحابة فقد ظهر زعيمهم السابق حسين بدر الدين الحوثي في لقاء مصور تحدث فيه عن الخليفة عمر بن الخطاب قائلاً:
| أنصار الله الحوثيون | كل بلية إصيبت بها هذه الأمة، كل انحطاط وصلت اليه هذه الأمة، كل كارثة مرت بهذه الأمة بما فيها كربلاء، ان المسؤول الأول عنها عمر ... | أنصار الله الحوثيون |

وفي أحد الدروس التي القاها حسين بدر الدين الحوثي والمنشورة بموقع هُدى القران التابع للحوثيين يقول:
| أنصار الله الحوثيون | معاوية سيئة من سيئات عمر، أنا في اعتقادي، ما معاوية بكله إلا سيئة من سيئات عمر بن الخطاب، أبو بكر هو واحدة من سيئاته، عثمان واحدة من سيئاته، معاوية واحدة من سيئاته، كل سيئة في الأمة هذه، كل ظلم وقع على الأمة، وكل معاناة الأمة وقعت فيها المسؤول عنها أبو بكر وعمر وعثمان، عمر بالذات لأنه هو المهندس للعملية كلها | أنصار الله الحوثيون |

### أسباب الظهور
بعد قيام الجمهورية اليمنية هُمِشَ الهاشميون الذين حكموا اليمن ألف سنة وأُقْصوا من كافة المراكز الحساسة في الدولة ونسي مذهبهم الزيدي. اعتنق العديد من الشباب من خلفية قبلية زيدية المذهب السني، فخشي بدر الدين الحوثي من انقراض مذهب الهاشميين الزيدية نتيجة عدم وجود مدارس دينية زيدية في اليمن. خلال هذه الفترة، كانت الزيدية في أضعف حالاتها من قرنين تقريباً [وفقًا لِمَن؟] إذ كان شمال اليمن قد تخلص لتوه من المملكة المتوكلية اليمنية وقد كانت دولة ثيوقراطية. جاء الرد في التسعينات بتأسيس حزب الحق لمقاومة المذهب الحنبلي سياسياً وحركة الشباب المؤمن بقيادة حسين بدر الدين الحوثي، التنظيم الثاني مختلف عن حزب الحق السياسي كثيراً لإنه ركز على جلب بعض النشاط الزيدي إجتماعيا ودينيًا في المنطقة، فبنوا المدارس الدينية التي أسموها  المعاهد العلمية  في صعدة والجوف وصنعاء بأموال الصدقات والزكاة السنوية التي تجمع من سكان صعدة وأعادوا طباعة مؤلفات بدر الدين الحوثي وأقاموا المخيمات الصيفية للطلاب بل بنوا مدارس داخلية كذلك. أصبحت المخيمات الصيفية تحديدا شعبية وبالذات بين القيادات القبلية من خولان وبكيل ـ الذين أرسلوا أبنائهم إليها المخيمات الصيفية لم تكن  تعليمية  بل قضى الأطفال والمراهقين جل وقتهم بممارسة أنشطة مختلفة وهو ما جعل العديد من العائلات ترسل أبناءها إليها. والشافعية في اليمن معظمهم أشاعرة وصوفيون، وبرغم اختلافهم مع الزيدية التقليديين، إلا أن العديد من رجال الدين الشافعيين كانوا يحظون برضا الإمام الذي كان مهتما بالحفاظ على ملكه أكثر من ترويج الزيدية. لم يكن سقوط المملكة المتوكلية اليمنية متعلقا بأسباب طائفية، فأول ثورة ضدها كانت ثورة الدستور التي قادها زيدي يدعى عبد الله الوزير. لذلك، فإن التوتر الطائفي في اليمن يعود لظهور أسرة ال الحوثي والقاعدة دعاة المذاهب والطوائف في اليمن.

### أنصار الله
يطلق الحوثيون على انفسهم تسمية أنصار الله نسبةً للآية القرآنية ﴿يَا أَيُّهَا الَّذِينَ آمَنُوا كُونُوا أَنْصَارَ اللَّهِ كَمَا قَالَ عِيسَى ابْنُ مَرْيَمَ لِلْحَوَارِيِّينَ مَنْ أَنْصَارِي إِلَى اللَّهِ قَالَ الْحَوَارِيُّونَ نَحْنُ أَنْصَارُ اللَّهِ فَآمَنَتْ طَائِفَةٌ مِنْ بَنِي إِسْرَائِيلَ وَكَفَرَتْ طَائِفَةٌ فَأَيَّدْنَا الَّذِينَ آمَنُوا عَلَى عَدُوِّهِمْ فَأَصْبَحُوا ظَاهِرِينَ ۝١٤﴾ [الصف:14]، وتعتبر جماعة الحوثي أكبر مليشيا مسلحة في اليمن والجزيرة العربية كلها ويقدر عدد أفراد مليشيا جماعة الحوثي بـ300 ألف فرد وبعدما كانت صعدة معقلهم الرئيسي تمددوا إلى محافظة عمران ثم صنعاء.

## الاتهامات بالدعم الإيراني

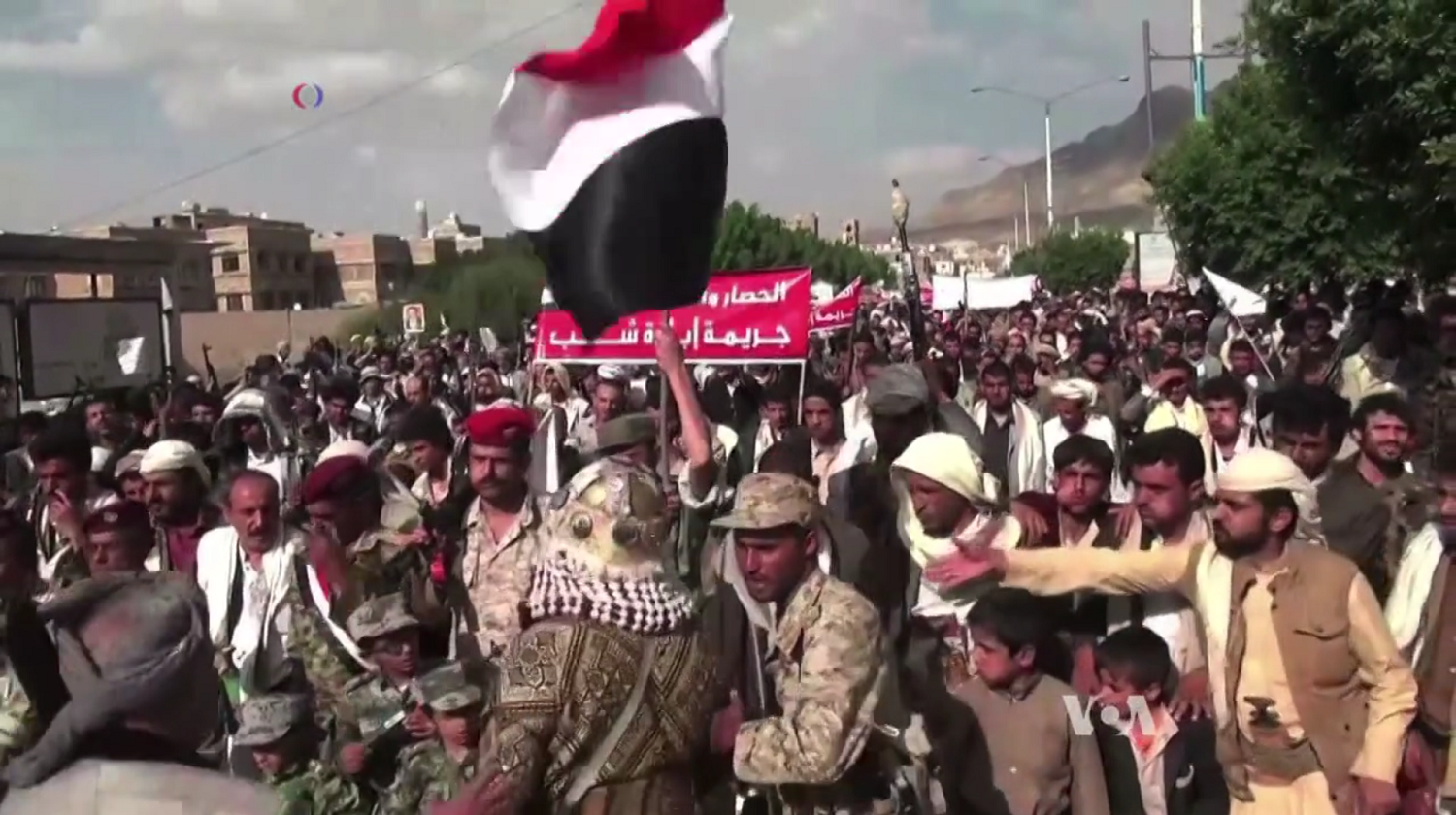
محتجون حوثيون في 2015.

اتهمت الحكومة السعودية إيران بدعم جماعة الحوثيين والتدخل في الشأن الداخلي اليمني وزعزعة استقرار البلاد وأعلنت السلطات اليمنية في عام 2009 ضبطها لسفينة إيرانية محملة بالأسلحة لدعم الحوثيين نفت طهران الاتهامات ووصفت تصريحات الحكومة اليمنية بالكاذبة والمسئية على حد تعبير بيان السفارة الإيرانية بصنعاء فيما صرح عدد من رجال الدين الشيعة مثل مقتدى الصدر بدعمه للحوثيين ودعا وزير الخارجية اليمني أبو بكر القربي إيران إلى التوقف عن دعم الحوثيين في 13 ديسمبر 2009  تحدث الرئيس اليمني عبد ربه منصور هادي عن تدخل إيراني في اليمن والقبض على خلايا تابعة لها في صنعاء أثناء زيارته للولايات المتحدة في سبتمبر 2012  وأعاد رئيس الأمن القومي اليمني الجنرال علي حسن الأحمدي الاتهامات لطهران بدعم الحوثيين عسكرياً أواخر العام 2012 متهما طهران بمحاولة إيجاد موطئ قدم لها في اليمن

حتى اللحظة لم تقدم الحكومات اليمنية سواء بقيادة عبد ربه منصور هادي دليلا قاطعاً بشأن التدخل إذ أعلنت الحكومة اليمنية عدة مرات عن إعتقالها لجواسيس إيرانيين ولم تقدم أي منهم لمحاكمة علنية أو تعلن أسمائهم وعندما ظهرت مطالبات تقديمهم للعلن، أعلنت الحكومة اليمنية أنه أُفْرِّج عنهم جددت الحكومة اليمنية تأكيداتها بشأن الدعم الإيراني للحوثيين وضبطها لقوارب إيرانية محملة بأسلحة ومتفجرات وصواريخ مضادة للطائرات إليهم في ثلاثة وعشرين يناير 2013. وقال وزير الداخلية اليمني السابق عبد القادر قحطان - ينتمي لحزب التجمع اليمني للإصلاح - أن السفينة قادمة من إيران وتحمل 48 طن من الأسلحة والمتفجرات وأن السلطات الأمنية تستكمل التحقيق مع طاقم السفينة وقد تقدم اليمن بطلب لمجلس أمن الأمم المتحدة للتحقيق في القضية واستجاب مجلس العقوبات في المجلس للطلب المقدم وفقًا للجزيرة نت. ولم يصدر عن الأمم المتحدة أي قرار أو بيان بهذا الخصوص. وقد قال جيفري فيلتمان، مساعد وزير الخارجية الأميركي لشؤون الشرق الأدنى عام 2009:
| أنصار الله الحوثيون | العديد من أصدقائنا وشركاؤنا حدثونا عن تدخل خارجي لدعم الحوثيين, وسمعنا عن نظريات عن دعم إيراني لهم ..لأكون صادقا معكم، نحن لانملك مصادر مستقلة عن أي من هذا | أنصار الله الحوثيون |

## الإعلام
يملك الحوثيون مصادر إعلامية متنوعة ومواقع إلكترونية، ومحطات أهمها قناة المسيرة الفضائية.

## موقف الولايات المتحدة
يرفع الحوثيون شعارا مستفزاً يدعو بالموت لأميركا، ولكن الولايات المتحدة مهتمة بالتنظيمات الجهادية السلفية في اليمن أكثر من أي شيء أخر. الأميركيون يدركون أن الحوثيين ليسوا منظمة إرهابية عابرة للقارات والقوميات، ولا يسعون لإستثارة أقليات المنطقة الدينية وعلاقتهم بدول إقليمية أو مجموعات متطرفة لم تثبت بعد. الحوثيين لم يستهدفوا مصالح أميركية ويدرك الأميركيون أنهم يشاركونهم العداء للمتطرفين السنة المتوسعين في المنطقة. ولكن المعارك ضد الحوثيين أثبتت أنها أكبر مهدد ومستنزف لموارد وطاقات الدولة أكثر من أي فصيل معارض آخر نشط في اليمن. لذلك يحرص الأميركيون على إيقاف الصراع وحث الحكومة اليمنية على تقبل الحوثيين كممثلين سياسيين وتركيز جهودها لتطهير البلاد من تنظيم القاعدة في جزيرة العرب - وهي جهود ضئيلة للغاية من الجانب اليمني - وعمليات القرصنة الصومالية في بحر العرب وخليج عدن. سياسة قصف الطائرات بدون طيار التي بدأت منذ عام 2002 لقيت معارضة واسعة من مختلف الأطياف السياسية والشعبية اليمنية.
إتهامات اليمن لإيران بدعم الحوثيين، سيجعل تجاهل الجمهورية الإسلامية لها صعباً وربما تلجأ لتصعيد الخطاب ضد السعودية. لإنه لا يوجد تاريخ من الصراع والعداء بين اليمن وإيران أصلاً. إذا أراد النظام الحاكم إستمرارية المعارك، قد يلجأ لدول لا تريدها الولايات المتحدة في المنطقة التي تقع فيها اليمن (جنوب الجزيرة العربية والقرن الأفريقي)، مثل روسيا والصين وهولاء قد يكونون مستعدين لتزويد النظام بأسلحة لقتال الحوثيين قد لا توفرها الولايات المتحدة.

## الحروب الست
بدأت الحرب في يونيو عام 2004م عندما اعتقلت السلطات اليمنية حسين الحوثي بتهمة إنشاء تنظيم مسلح داخل البلاد معظم القتال كان في محافظة صعدة وانتقل مؤخرا إلى الجوف وحجة وعمران. اتهمت حكومة علي عبد الله صالح الحركة بالسعي لإعادة الإمامة الزيدية وإسقاط الجمهورية اليمنية بينما تتهم الحركة الحكومة اليمنية بالتمييز ودعم القوى السلفية لقمع المذهب الزيدي جلب الصراع اهتماماً دولياً في 3 نوفمبر 2009م عندما شنت القوات السعودية هجوما على مقاتلين حوثيين سيطروا على جبل الدخان في منطقة جازان جنوب غربي البلاد متهمة الحكومة السعودية بدعم النظام اليمني مالياً وإستراتيجياً عن طريق السماح للقوات اليمنية باستعمال الأراضي السعودية كقاعدة لعملياته.

## آثار ومخلفات النزاع
كل طرف يتحمل مسؤولية الإنتهاكات والدمار الذي أصاب مناطق عديدة جزاء النزاع. وفقا لمسح أجرته منظمة اليونيسيف شارك فيه 1,400 طفلًا ومراهق من صعدة، أجاب 94% أنهم تأثروا بالصراع المسلح، 6% فقط غادروا مناطق النزاع بصورة مؤقتة، 44% أُجبروا على الإختباء حفاظًا على حياتهم، 15% منهم أُصيب في النزاع ونفس النسبة أجابت أن أفرادا من عوائلهم المباشرة قُتلوا.نصف العدد المشارك في المسح أجابوا بأن منازلهم وأملاكهم تعرضت للقصف والتدمير و10% أجاب بأنه لا يعرف مصير أفراد مفقودين من عائلته حتى الآن.

## المعارك منذ 2011

### الإحتجاجات الشعبية
أعلن الحوثيون تأييدهم لثورة الشباب اليمنية، وإتخذوا لأنفسهم اسما جديداً وهو «أنصار الله». فر محافظ صعدة طه هاجر إلى صنعاء وعين الحوثيون فارس مناع محافظا بدلا عنه في مارس 2011. وأقاموا علاقات مع عدد من الناشطين المناهضين للنظام الحاكم واستفادوا من فراغ السلطة فوسعوا من قاعدتهم الشعبية ووضعوا برنامجاً سياسياً وطالبوا بمكان لهم في صناعة القرار القومي. معارضتهم المبدئية للمبادرة الخليجية ومناهضتهم لرموز نظام علي عبد الله صالح التي أعلنت تأييدها للإحتجاجات، وموقفهم المحافظ اتجاه التدخلات الخارجية في شؤون اليمن، كلها عوامل زادت من شعبيتهم بين أطياف عديدة من المجتمع اليمني،  وساهم في ظهور «تحالفات» مع الليبراليين وناشطي المجتمع المدني من الشباب. تمكن الحوثيون من حشد عشرات الآلاف في مظاهرات في صعدة وعمران ومحافظة الجوف ومحافظة ذمار واستعادوا تواجدهم في صنعاء القديمة، حيث أصبح من السهل مشاهدة أئمة المساجد ورجال الدين في المدينة القديمة يظهرون دعمهم للحوثيين.

### قضية دماج

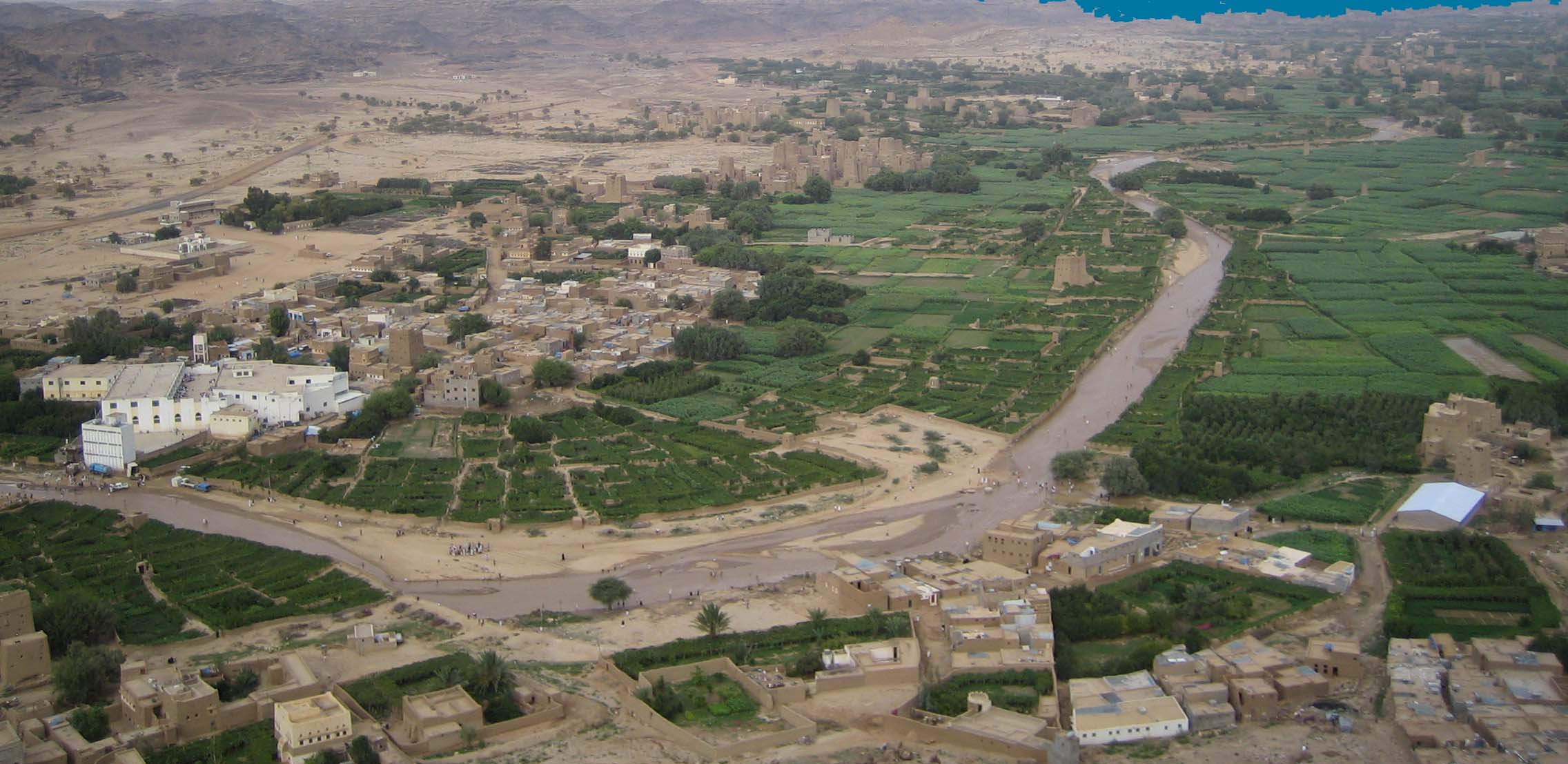
دار الحديث السلفية بصعدة معقل الزيدية في اليمن لما يزيد عن ألف سنة من تاريخها، تأسست عام 1979 بدعم من علي عبد الله صالح وعلي محسن الأحمر وتمويل سعودي لرجل يدعى مقبل الوادعي.

دماج قرية تقع في محافظة صعدة وسكانها من قبيلة وادعة وهي موطن رجل الدين مقبل الوادعي وهو شيخ زيدي تحول للمذهب الحنبلي. أقام مقبل الوادعي في السعودية وعاد إلى اليمن عام1979 وأسس برعاية علي محسن الأحمر وعلي عبد الله صالح والسعودية مدرسة حنبلية في صعدة في دماج معقل قبيلته وادعة سماها دار الحديث
شاركت قبيلة وادعة الموالية للحكومة اليمنية بالقتال ضد الحوثيين بصعدة خلال حروبهم، فهجوم الحوثيين على دماج كان بدوافع انتقامية قبلية أيضًا.
كان مقبل الوادعي يصف الحوثيين بأنهم «أهل بدعة» ولا يكفرهم داعيا إياهم للعودة إلى «السنة الصحيحة»، بدأ طلاب مقبل بتدمير وهدم الآثار الصوفية والزيدية في صعدة بالذات خلال تسعينات القرن العشرين انحياز الحكومة اليمنية إلى جانب مقبل الوادعي جعل الحوثيين في اليمن يشعر أنه دينه وثقافته مستهدفة من الدولة نفسها بالإضافة للإنعزال الإقتصادي لصعدة، فالتهميش الحكومي لسكان المحافظة جعلها خارج الدولة اليمنية وطور السكان المحليون اساليبا للإبقاء على استقلاليتهم الاقتصادية فلم تتأثر صعدة بأزمة عودة المرحلين من السعودية عام 1990 خلال ثمانينات وتسعينات القرن العشرين، ظهر جيل من اليمنيين متشبع بالأفكار الدينية السعودية، قُدمت له تسهيلات من حكومة علي عبد الله صالح للسيطرة على المساجد والمنابر والمدارس الحكومية في مناطق زيدية. إلى جانب التسهيلات الحكومية، اعتمد هولاء على دعم خارجي لا محدود من السعودية لبناء المدارس والمساجد في صعدة.
في 16 نوفمبر 2011 استهدفت سيارة مفخخة موكب في طريقة إلى تشييع زعيم المتمردين الحوثيين بدر الدين الحوثي صباح الجمعة في مدينة ضحيان مخلفة قتيلين وسبعة جرحى أخرين وفي 24  نوفمبر 2010 في محافظة الجوف استهدفت سيارة مفخخة يقودها انتحاري موكبا في ذكرى غدير وأدت إلى مقتل أكثر من عشرين شخصاً من الطائفة الاسماعيلية. تبنى تنظيم القاعدة العملية.
شن الحوثيين حربًا على سكان دماج انتقاما لمشاركة قبيلة وادعة بالحرب ضد الحوثيين، وبحجة تواجد عناصر تكفيرية دخيله بدماج يقومون بعمليات ارهابية ضد جماعة الحوثي وانصاره المقاتلين والمدنيين.
في عام 2011، أغلق الحوثيون المعابر المؤدية لدماج. يتهمهم أعدائهم بأنهم يحاولون تطهير صعدة من السنة ولكن الحوثيون ينفون هذا الإتهام ويقولون أنهم لا يحاصرون مدرسة دار الحديث ولكنهم يتحققون من دخول الأسلحة والعناصر الأجنبية إلى المدرسة. وتجددت الإشتباكات في أكتوبر 2013، قام الرئيس عبد ربه منصور هادي بارسال عبد القادر هلال عام 2014 ووُقِّعَ اتفاق لوقف إطلاق النار سرعان ماخُرِقَ وكلا الطرفين يتهم الطرف الآخر بخرق شروط الهدنة، توقفت المعارك في دماج بعد قرار رئاسي يقضي بخروجهم إلى محافظة الحديدة،  وجُمعت 830 جثة حصيلة المواجهات مع الحوثيين.

### المشاركة في الحوار الوطني
شارك الحوثيين في الحوار الوطني، وحولت الحكومة اليمنية رفات حسين بدر الدين الحوثي لأسرته، وذلك بعد تسع سنوات من مقتله، ودفن في شمال اليمن في يونيو 2013، بحضور ممثل عن الرئيس هادي. واُغْتِيلَ عبد الكريم جدبان وأحمد شرف الدين خلال سير جلسات مؤتمر الحوار الوطني الشامل، وهما من السياسيين المقربين من الحوثيين. وتعرض إسماعيل إبراهيم الوزير، رئيس مجلس شورى حزب الحق، لمحاولة اغتيال في 8 أبريل 2014.

### المعارك مع حزب الإصلاح
تعارك الحوثيون مع عناصر حزب الإصلاح داخل مخيمات الإعتصام في صنعاء عام 2011، ودارت اشتباكات بين مسلحي الطرفين في محافظة الجوف عام 2011. برزت الخلافات بشكل أوضح عام 2012 واشتدت مع اقتراب موعد انتهاء مؤتمر الحوار الوطني،
جذور النزاع الأخير الذي يسمى أحيانا بالـ«حرب السابعة» تعود إلى محافظة عمران، إذ كان الحوثيون من العام 2010 يوسعون قاعدتهم الشعبية في المحافظة. حيث أن محافظة عمران مسقط رأس بيت الأحمر، وتتمركز فيها قبائل حاشد بكثره. فتح حسين الأحمر جبهات قتال ضد الحوثيين في كتاف وأرحب وحجة والجوف واستمرت الأخبار عن المعارك بانتظام ينذر بالخطر حتى فبراير 2014، عندما لاحق الحوثيون حسين الأحمر إلى معقل عائلته في منطقة «خمر» بمحافظة عمران. وفجروا قصر عبد الله بن حسين الأحمر فانسحب مقاتلي الأحمر إلى صنعاء.
استمرت الاشتباكات في محافظة عمران ومحافظة صنعاء ومحافظة الجوف طيلة شهور مارس وأبريل ومايو ويونيو قُتلت أعداد كبيرة من الطرفين ونزح مايقرب من ستين ألف مواطن منذ تصاعد النزاع في أكتوبر 2013. ولا توفر التغطية الإعلامية مصادر طبية لأعداد القتلى والجرحى بصورة دقيقة ويُقدر عدد القتلى بمئتي قتيل على الأقل خلال النصف الأول من عام 2014. في 5 يوليو قصفت القوات الجوية اليمنية مواقع للمقاتلين الحوثيين في بلدة الصفراء في محافظة الجوف، شمال العاصمة صنعاء، التي كان قد سيطر عليها الحوثيين منذ اندلاع ثورة الشباب اليمنية عام 2011،  والقت الحكومة اللوم على الحوثيين وقالت ان القصف بسبب تقاعس المقاتلين الحوثيين عن ترك مواقعهم في المنطقة امتثالاً لشروط الهدنة التي أبرمت في 23 يونيو 2014، لكن الحوثيين، ألقوا باللوم على وحدات عسكرية مرتبطة بحزب الإصلاح في خرق الهدنة يوم الجمعة 4 يوليو. وقالت مصادر قبلية في محافظة الجوف التي يسيطر المقاتلون الحوثيون على جزء منها إن ما لا يقل عن 18 شخصاً، هم عشرة حوثيين وخمسة من أفراد القبائل وثلاثة جنود، قتلوا في اشتباكات وقعت الجمعة 4 يوليو.

### حرب أرحب 2014
استجلب الحوثيين مسلحين كثر إلى مديرة أرحب من خارج قبيلة أرحب إلى مما ادى ثورة جزء من القبيلة بقيادة زعيمهم منصور الحنق وطرد المسلحين الغرباء وقد حصل اقتتال داخلي في قبيلة أرحب بين أنصار الحنق وأنصار الحوثي، قال منصور الحنق انه لا يعارض ان يدرس الحوثيين فكرهم المذهبي في أرحب لكنة يعارض استجلاب المسلحين الغرباء إلى أرحب.
بعد سيطرة الحوثيين على صنعاء اعاد الحوثيين وأنصار الحوثي من قبيلة أرحب بتجميع قواتهم وسيطروا على مديرة أرحب وقاموا بتفجير منازل شخصيات معارضة لهم بحجة محاربة حزب الأصلاح و«التكفيريين».

### حرب عمران 2014
كانت قناة وصال تحرض حسين الأحمر على قتال الحوثيين، اغلق حسين الأحمر الطريق الواصل بين صنعاء وصعدة وقام بالتضيق على كل من له صلة بالحوثيين وحصلت اعتداءات على مدنيين، فشن الحوثيين حربا للسيطرة على محافظة عمران وازالة نفوذ أسرة الأحمر، تصدى مسلحي قبيلة العصيمات لمسلحي الحوثيين، وقد أمر الرئيس هادي عبد ربه الجيش اليمني بالوقوف على الحياد حينها وعدم التدخل في المعركة، وتحت الضغوط وتجنباً لسفك الدماء عقد مشايخ حاشد هدنة مع الحوثيين وينص الاتفاق على وقف القتال وان لا يتعرض أبناء حاشد للحوثيين وان يسمحوا لهم بالمرور عبر مناطقهم إلى صنعاء.
وفي مطلع يوليو 2014 شن المسلحين الحوثيين هجوماً واسعاً على مدينة عمران التي يحاصرونها منذ شهرين وعلى مقر اللواء 310 مدرع وتركزت المعارك في محيط مدينة عمران، وامتدت إلى أحياء سكنية، خاض خلالها الطرفان حرب شوارع، بعد تسلل الحوثيين إليها وقاموا بتفجير عدد من منازل تتبع شخصيات إصلاحية مساندة للجيش، وأعلنت لجنة معينة من الرئيس عبد ربه منصور هادي، اتفاق هدنة في 23 يونيو، بعد جهود وساطة قادها المبعوث الأممي لليمن جمال بنعمر، لكن سرعان ما انهار الاتفاق، وحمل كل طرف الآخر المسؤولية. وفي 5 و6 يوليو شهدت عمران اشتباكات واسعة بلغت حصليتها أكثر من تسعين قتيلا من الأطراف المتحاربة. وأنتهت الإشتباكات في محافظة عمران بانتصار الحوثيين في 8 يوليو، بعد اقتحام معسكر اللواء 310 ومقتل قائده العميد حميد القشيبي،

### اجتياح صنعاء
دعى عبد الملك الحوثي لإحتجاجات ضد قرارٍ للحكومة اليمنية يقضي برفع الدعم عن المشتقات النفطية، وتحولت إلى إشتباكات بين الحوثيين، وميليشيات حزب التجمع اليمني للإصلاح وعلي محسن الأحمر. في 17 سبتمبر، إندلعت مواجهات مسلحة في مديرية همدان شمال صنعاء بين حوثيين ومسلحين قبليون محليون أسفرت عن مقتل 32 شخصاً، ونصب الحوثيون كميناً لتعزيزات كانت في طريقها إلى مديرية همدان. فأمتدت الإشتباكات إلى منطقة شملان في المدخل الشمالي الغربي للعاصمة صنعاء، وقتل فيها العقيد الركن صادق مكرم قائد لواء الدفاع الجوي في المنطقة العسكرية السادسة. وفي 18 سبتمبر اشتبك المسلحين الحوثيين مع قوات أمنية في حي شملان شمال صنعاء وشارع الثلاثين، وحاصروا جامعة الإيمان التي يديرها عبد المجيد الزنداني.
في 21 سبتمبر 2014، سيطر الحوثيون على صنعاء بعد شهر من الاحتجاجات وأربعة أيام من القتال مع قوات عسكرية موالية لعلي محسن الأحمر. واقتحم الحوثيون مقر الفرقة الأولى مدرع التي يقودها علي محسن الأحمر وجامعة الإيمان، وسيطروا على مؤسسات أمنية ومعسكرات ووزارات حكومية سلمياً دون مقاومة تذكر من الأمن والجيش وأعلن منتسبو التوجية المعنوي بوزارة الدفاع تأييدهم لـ«ثورة الشعب». الألوية العسكرية التي اشتبكت مع الحوثيين في سبتمبر 2014 كانت مرتبطة بعلي محسن الأحمر.
وجرى بعدها التوقيع على اتفاق السلم والشراكة الوطنية الذي قضى بتشكيل حكومة جديدة بقيادة خالد بحاح خلفاً لما سُمي بحكومة الوفاق الوطني، وبتعيين مستشارين من الحوثيين والحراك الجنوبي لرئيس الجمهورية، وهرب علي محسن الأحمر إلى السعودية، وحميد الأحمر وتوكل كرمان وآخرين إلى تركيا.

### الانقلاب
في 19 يناير 2015 هاجم الحوثيون منزل الرئيس هادي، وحاصروا القصر الجمهوري الذي يقيم فيه رئيس الوزراء، واقتحموا معسكرات للجيش ومجمع دار الرئاسة، ومعسكرات الصواريخ. وفرض الحوثيون على هادي ورئيس الوزراء وأغلب وزراء الحكومة إقامة جبرية، وقام الحوثيون بتعيين محافظين عن طريق المؤتمر الشعبي العام في المجالس المحلية، واقتحموا مقرات وسائل الإعلام الحكومية وسخروها لنشر الترويج ودعايات ضد خصومهم، واقتحموا مقرات شركات نفطية وغيروا طاقم الإدارة وعينوا مواليين لهم، وتواردت أنباء عن ضغوطات مارسوها على الرئيس هادي نائباً للرئيس منهم.
قدم الرئيس عبد ربه منصور هادي ورئيس الوزراء خالد بحاح استقالاتهم في 22 يناير، ولم يعقد البرلمان جلسة لقبول الاستقالة أو رفضها حسب ما ينص عليه الدستور، وأعلن الحوثيون بيان أسموه بـ «إعلاناُ دستورياُ» في 6 فبراير، وقاموا بإعلان حل البرلمان، وتمكين «اللجنة الثورية» بقيادة محمد علي الحوثي لقيادة البلاد. وبالرغم من النجاحات العسكرية والتحالف مع حزب المؤتمر الشعبي العام، إلا أن الانقلاب واجه معارضة داخلية ودولية واسعة.
ظل الرئيس المستقيل هادي ورئيس الوزراء قيد الإقامة الجبرية التي فرضها مسلحون حوثيون منذ استقالته، واستطاع هادي الفرار من الإقامة الجبرية، وأتجه إلى عدن في 21 فبراير، ومنها تراجع هادي عن استقالته في رسالة وجهها للبرلمان، وأعلن أن انقلاب الحوثيين غير شرعي. وقال «أن جميع القرارات التي أتخذت من 21 سبتمبر باطلة ولا شرعية لها»، وهو تاريخ احتلال صنعاء من قبل ميليشيات الحوثيين. وأعلن الرئيس هادي عدن عاصمة مؤقتة لليمن بعد استيلاء الحوثيون على صنعاء. وقرر مجلس الأمن الدولي ووزارة الخزانة الأمريكية عقوبات ضد علي عبد الله صالح وكبار قادة الحوثيين. أصدر مجلس الأمن القرار 2051 يهدد فيه بعقوبات على من يقوضون المرحلة الانتقالية. ووجهت لصالح اتهامات من الأمم المتحدة وعدد من السفارات الغربية بمحاولة عرقلة الفترة الانتقالية هو وأبنائه وأقاربه.

### قتال القاعدة
بعد دخول الحوثيين لصنعاء وانتشارهم بالمدينة سلميا دون قتال، دعا السوري أبو محمد العدناني «لقتل وشوي الحوثيين» في تسجيل صوتي، بعد فترة قصيرة تعرضت مجموعة من انصار الحوثي ومدنيين يمنيين مارة لتفجير بصنعاء خلف 50 قتيل وبينهم أطفال، صرح عبد الملك الحوثي ان التنظيمات الارهابية كالقاعدة واخواتها اعتدت على انصارة الحوثيين في صنعاء بتفجير غادر ودعا الحكومة اليمنية للتحرك لتحرير البيضاء وشبوة وحضرموت من «القاعدة واخواتها». تعرضت مساجد صنعاء لتفجيرات ارهابية خلفت 300 قتيل مدني و500 جريح، تبنت مجموعة مسلحة متفرعة من تنظيم القاعدة التفجيرات بحجة كونها «حسينيات روافض» ثم نفت القاعدة تبنيها للتفجيرات، استطاع هادي الهروب لعدن واقنعه المشايخ بالتراجع عن قرار الاستقالة وقام العرادة محافظ مأرب بزيارته اعترافا به كرئيس، اصدر هادي قرار باقالة الجنيرال عبد الحافظ السقاف والذي رفض الإقالة، قامت مليشيا اللجان الشعبية المؤيدية لهادي وتنظيمات ارهابية ناشطة بجنوب اليمن بعمليات قتل وذبح لجنود يمنيين في عدن واصدار صور على مواقع التواصل الاجتماعي تظهر جثثهم، في اليوم التالي قام طياري القوة الجوية اليمنية من قاعدة العند بشن غارات على القصر الرئاسي بعدن مما ادى لهروب هادي منصور إلى سلطنة عمان، أمر عبد الملك الحوثي بتدخل اللجان الشعبية المكونة من الحوثيين عسكريا في عدن وجنوب اليمن إلى جانب الجيش اليمني، ودخلت البلاد في حالة من الفوضى والحرب الأهلية. سيطر الحوثيين على عدن لفترة وجيزة ثم قرروا الانسحاب بعد مجزرة وقعت بالمدنيين في عدن اثر سقوط صواريخ كاتوشا على حي سكني.

### الحرب الأهلية 2015
مع دخول شهر مارس من عام 2015 شهدت عدن توتراً سياسياً وأمنياً، فهادي أتخذ قراراً بإقالة عبد الحافظ السقاف قائد فرع قوات الأمن الخاصة في عدن المحسوب على علي عبد الله صالح والحوثيون،  ولكن السقاف رفض ذلك، وأندلعت اشتباكات مسلحة بين المتمردين من قوات الأمن ووحدات عسكرية تابعة للجيش اليمني يقودها وزير الدفاع محمود الصبيحي مسنودة باللجان الشعبية الموالية للرئيس عبد ربه منصور هادي. وفي 19 مارس استعادت القوات البرية في المنطقة العسكرية الرابعة السيطرة على مطار عدن، واقتحمت «معسكر الصولبان» (معسكر قوات الأمن الخاصة) المجاور للمطار وأحكمت السيطرة عليه،  وفر السقاف إلى تعز، وتعرض «قصر المعاشيق» القصر الجمهوري لعدة ضربات جوية من طائرات حربية قادمة من صنعاء.
واستهدفت تفجيرات انتحارية جامع بدر وجامع الحشوش في صنعاء اللذان يتردد عليهما الحوثيين، ووقع التفجير أثناء صلاة الجمعة في 20 مارس 2015، وتعتبر هذه الهجمات الأكثر دموية منذ سيطرة الحوثيين على صنعاء، حيث قتل فيها ما لا يقل عن 140 شخصاً وأصيب المئات. ووقع الانفجار في جامع بدر أثناء الصلاوى وأثناء فرار المصليين وقع انفجار ثاني، واستهدف تفجير آخر مسجد الحشحوش في شمال صنعاء.
قام مسلحون يعتقد بانتمائهم لتنظيم القاعدة بقتل 20 ضابط وجندي يمني في 20 مارس 2015 في مدينة الحوطة بمحافظة لحج التي تشهد فراغاً أمنياً كبيراً، بعد انسحاب الأمن منها، حيث طالت عمليات النهب عدداً من البنوك والمعسكرات التي سلمت لهم دون مقاومة. وتأتي المذبحة بعد ورود تقارير عن فرار المئات من معتقلي تنظيم «القاعدة»، من السجن المركزي بعدن.
في خطاب متلفز قال عبد الملك الحوثي قائد جماعة الحوثيون أن اتخاذ جماعته قرار التعبئة العامة للحرب كان ضرورياً بعد الجرائم التي ارتكبها تنظيم القاعدة في تفجيرات مسجدي بدر والحشوش بصنعاء ومذبحة الحوطة.
بدأ الحوثيون حرباً أهلية بدعم من قوات عسكرية مؤيده لعلي عبد الله صالح للسيطرة على محافظات الجنوب ومعقل الرئيس هادي، وسقطت مدينة تعز ثالث أكبر مدن اليمن دون مقاومة تذكر،  في 24 مارس 2015م تقدم هادي برسالة إلى قادة دول مجلس التعاون الخليجي، طالباً منها تقديم المساندة الفورية بكافة الوسائل بما في ذلك التدخل العسكري، استناداً إلى مبدأ الدفاع عن النفس المنصوص عليه في المادة (51) من ميثاق الأمم المتحدة، واستناداً إلى ميثاق جامعة الدول العربية ومعاهدة الدفاع العربي المشترك، لحماية اليمن وشعبه من العدوان الحوثي المستمر وردع الهجوم المتوقع حدوثه في أي ساعة على مدينة عدن وبقية مناطق الجنوب، ومساعدة اليمن في مواجهة القاعدة وداعش.
في 25 مارس سيطرت قوات موالية لعلي عبد الله صالح على مطار عدن الدولي وغادر هادي البلاد بعد قصف مقر إقامته بطائرة حربية، وخلال الحرب الأهلية اليمنية (2015)، بدأت المملكة العربية السعودية بحشد قواتها العسكرية على حدود اليمن في أواخر مارس 2015. ورداً على ذلك، تباهى أحد قادة الحوثيين بأن قواته سترد على السعودية إذا تدخلت في اليمن بهجوم مضاد لن يتوقف حتى السيطرة على الرياض.
في فجر 26 مارس 2015، أعلنت السعودية بدء عملية عاصفة الحزم لإستعادة الشرعية في البلد بمشاركة العديد من الدول الخليجية، وتقديم المساعدة اللوجستية من الولايات المتحدة الأمريكية. وبدأت العملية بقصف جوي كثيف على المواقع التابعة لمليشيا الحوثي والقوات التابعة لصالح في مختلف محافظات اليمن. وبدأت أول الضربات الجوية على مطار صنعاء وقاعدة الديلمي الجوية ومقر قيادة القوات الجوية التي كان الحوثيون قد سيطروا عليها.

## طرق إدارة النزاع
في مراحل مختلفة من النزاع، لجأت السلطة للدبلوماسية مثل زيارات المسؤولين إلى طرابلس لحث معمر القذافي على تسليم يحيى بدر الدين الحوثي الذي هرب من اليمن إلى ليبيا ثم قدم لجوءا سياسيا في ألمانيا. وحاولت السلطة استلام يحيى بدر الدين الحوثي من ألمانيا عبر الإنتربول، ولكن سمحت السلطات الألمانية ليحيى بالإقامة في بامبرغ. حاولت الحكومة اليمنية مرارا إدراج الحوثيون كمنظمة إرهابية عند الولايات المتحدة والإتحاد الأوروبي ولكنها فشلت في تحقيق ذلك. السياسة المحلية كانت أكثر ضبابية، كان علي عبد الله صالح يعتمد على ولاء عوائل نافذة في صعدة تعود علاقتها بصالح من أيام الجمهورية العربية اليمنية (اليمن الشمالي) واستفادت تلك العوائل من علاقتها مع حزب المؤتمر الشعبي العام وحزب التجمع اليمني للإصلاح وأحد هذه العوائل هي بيت منَّاع الذي ينتمي إليهم تاجر السلاح فارس مناع. ضمن علي عبد الله صالح ولائهم عن طريق المداهنة الإقتصادية، وإخراطهم في مناصب عسكرية وأمنية ودفع المرتبات والأموال والهبات لهم وفي كثير من الأحيان، كانت السعودية تدفع الأموال بعلم وتشجيع من علي عبد الله صالح لمشايخ وأعيان المنطقة لضمان ولائهم للسلطة. ولكنها في الوقت ذاته كانت تمول مشايخ وأعيان آخرين لا يحبهم علي عبد الله صالح للإبقاء على توازن القوى والحفاظ على نفوذها في المنطقة وهو سلوك سعودي يعود لعقود ويشمل كافة مناطق اليمن. ولكن من أبرز مظاهر النزاع المتكررة هو لجوء الحكومة اليمنية إلى الوساطات معظمها بأشخاص تعينهم الحكومة وبعضها كانت وساطات دولية.

### الوساطات والأحكام القبلية
مابين 2004 - 2006، أرسلت الحكومة اليمنية ست لجان للوساطة. أرسلت الحكومة وساطة في يوليو 2004 ولكنها فشلت لإن الوساطة السياسية لم تكن خطة بعض مراكز القوى  وبالذات جيش علي محسن الأحمر، فكانت لجنة الوساطة تباشر عملها بينما يقوم جيش علي محسن الأحمر بمهاجمة الحوثيين. أُرسلت لجان أخرى عام 2005 نجحت إحداها في الخروج باتفاق لإيقاف القتال لفترة قصيرة. لم تحقق اللجان التي أرسلت عام 2006 أي نجاح يذكر لإستمرارية القتال وتبادل الإتهامات بالخداع. قادت دولة قطر وساطة عام 2007 ورعت محادثات بين مسؤولين في الحكومة وممثلين حوثيين في العاصمة القطرية الدوحة انتهت بتوقيع الأطراف المعنية على اتفاق لإيقاف إطلاق النار في فبراير 2008. كانت هناك آمال كبيرة معلقة على ذلك الإتفاق لطبيعته الإقليمية وتعهد دولة قطر بإعادة إعمار صعدة ولكن أسباب كثيرة أدت إلى فشل الإتفاق وإستمرار إطلاق النار. الحكومة اليمنية اتهمت الحوثيين بـ«الغدر» أما الحوثيين فاتهموها بعدم الإلتزام بتعهداتها وإلتزاماتها المنصوص عليها في الإتفاق، من الإعمار إلى إطلاق السجناء والسماح للحوثيين بالمشاركة السياسية. ولكن الأسباب الحقيقية كانت عدم رغبة علي عبد الله صالح وعلي محسن الأحمر بإضفاء شرعية على الحوثيين فلجان الوساطة كانت مجرد تكتيك للقضاء عليهم، والسبب الآخر هو غضب السعودية من دولة قطر والتي تراها تلعب دوراً «أكبر من حجمها». أدركت السلطة أن لجان الوساطة لم تنجح لإيقاف التحريض الحوثي عليها، وكان علي عبد الله صالح واثقاً من قدرات الجيش اليمني بإبادة الحوثيين لأسباب مذكورة أعلاه في قسم المواجهات العسكرية.استمر صالح بارسال الوساطات لتحسين صورته عالميا كحريص على السلام مع الحوثيين وأن اللجوء للقوة المفرطة أمر مبرر أمام «التعنت» و«الغدر» الحوثي، ويدل على ذلك استمرار قوات الجيش بالهجوم والقصف وفي نفس الوقت الذي تباشر فيه لجان الوساطة عملها.
أحد أوجه القصور للجان الوساطة هو بنيتها الثقافية والإجتماعية، التحكيمات بين القبائل نفسها أو بينها وبين أي ممثل كان للسلطة أمر معروف وقديم في اليمن وتسميها القبائل «أحكام الأسلاف» وتعني العادات والأعراف وهي قانون ودستور غير مكتوب بين القبائل. هناك ثلاث إتحادات معنية في هذا الصراع هي حاشد وبكيل وخولان، خولان أكبرهم من ناحية عدد القبائل ولكنهم أقل حظوة عند السلطة من حاشد وبكيل. القبائل تنظر إلى الحكومة والسلطة كقبيلة أخرى وليست معذورة من أعراف القبائل، وكل الأطراف السياسية المتصارعة سواء حزب المؤتمر الشعبي العام وحزب التجمع اليمني للإصلاح والحوثيين يعرفون ذلك ولا ينتقدون القبلية إلا عندما يقضي الحكم القبلي لصالح خصومهم. سبب لهذه الظاهرة هو علي عبد الله صالح، الذي تعلم من درس إبراهيم الحمدي ولم يحاول فرض سلطة الدولة على مناطق شاسعة من أنحاء البلاد، فاعتمد على نظام المحسوبيات بشراء ولائات أعيان المناطق وإخراط أقربائهم في المؤسسات العسكرية والأمنية فعلي عبد الله صالح كان يتعامل مع الجيش وكأنه ملكيته الخاصة،  والسماح لأعراف القبائل بالإستمرارية كبديل عن القانون. «الدولة» نفسها هي من أسقط هيبتها أمام المواطنين بتشريعها وإعترافها بالأحكام القبلية وإعتمادها بين المواطنين أنفسهم.
مؤتمرات «الصلح والتحكيم» ذات الطبيعة القبلية عمومًا تعتبر كل الأطراف المتنازعة سواسية بقدر الإمكان. وتلتزم الأطراف بإيقاف العنف فيما بينها وتلقي جزء من أسلحتها الشخصية على الأرض كلفتة رمزية على قبولهم التحكيم والحديث هنا عن التحكيمات بين القبائل عمومًا.  المُحكِّم  هو من يقود الوساطة وينبغي عليه أن يكون طرفا مستقلا وليس صاحب مصلحة في النزاع. تاريخياً، كان الهاشميون والقضاة هم من يؤدي هذا الدور. لا تلتقي الأطراف المتنازعة وجها لوجه خلال التحكيم بل يرسلون مطالبهم وشكواهم عبر  كفيل  وهذه هي «أحكام الأسلاف» عند اليمنيين. الحكومة اليمنية عندما لجأت لأسلوب الوساطات لم تلتزم بأي شكل من الأشكال بهذه الأعراف، فهي لا تعتبر الحوثيين ندا مكافئاً لها ومعظم المحكمين والكفلاء كانوا يعينون من قبلها، فهدف الوساطة كان تبرئة ساحة علي عبد الله صالح وعلي محسن الأحمر أمام الناس والمراقبين من العالم. علي عبد الله صالح اعتبر وساطة دولة قطر سلبية كونها تساوي بينه وبين الحوثيين. وهذا أحد أهم أسباب فشل الوساطات، فالحكومة لا تريد أن تساوي نفسها بالمتمردين رغم أنها حلت مشاكلها مع قبائل أخرى بهذا الأسلوب في وقت سابق.
من المحكمين الذي أُرسلوا لقيادة لجان الوساطة عبد الله بن حسين الأحمر ومحمد بن محمد المنصور وهو أحد مؤسسي حزب الحق، وكلاهما لديهما مصلحة في النزاع وليسوا محايدين بالكلية فعبد الله بن حسين الأحمر كان شيخ مشايخ حاشد وإرتباطه بالسلطة معروف ومحمد بن محمد المنصور متعاطف مع الحوثيين بشكل أو بآخر. وهناك آخرين مثل عبد الكريم جدبان وقد كان من الحوثيين، وعبد الوهاب الآنسي وهو من حزب التجمع اليمني للإصلاح وحمود الهتار المعروف بجهوده في «توعية» السجناء الحوثيين، وأرسل علي عبد الله صالح علي محسن الأحمر إلى الدوحة خلال الإتفاق الذي رعته قطر. علي محسن الأحمر معروف بعلاقاته مع التنظيمات الجهادية والحنابلة في اليمن، فإرسال علي عبد الله صالح له كان مخططاً لإفشال الإتفاق لمعرفته أن الحوثيين لا يثقون بالجنزال الأحمر، فوفقا للعرف القبلي فإن علي محسن الأحمر ليس  ضامنا . كما قامت السلطة بإرسال وسطاء قبليين يبدون للوهلة الأولى محايدين، مثل علي المنبهي وعبد الكريم منَّاع وحسين الصرابي ولكن كلهم مشمولون في جدول رواتب الحكومة، وبعضهم قد يكون محايدا بالفعل ولكن حقيقة إعتقاله من قبل السلطات ثم إرساله لقيادة لجنة الوساطة تؤثر على تصديق الطرف الآخر لمزاعم حياديته. هذه الإجرائات من جانب الحكومة ساهمت في قبولة نزاع غير قبلي أصلاً.

### السلوك الاقتصادي
قالت السلطة أنها ترسل فرقا لحصر الأضرار وتعويض أسر الضحايا منذ عام 2004. عدم وجود حكومة مركزية قوية وإختلاف أجندات  مراكز القوى  داخل «الدولة» قلصت فاعلية إجرائات كهذه والتي صممت لزيادة شعبية علي عبد الله صالح. الإجرائات العقابية كانت أوضح لعزل وإستنزاف الحوثيين والمناطق المتعاطفة معهم، مثل إغلاق الطرقات للحد من حركة المدنيين ومنع دخول المياه والطعام والزيت بالإضافة لإغلاق محل بيع السلاح في المناطق التي يشتبه بتعاطفها مع الحوثيين. مابين 2007 - 2009 أصبح إغلاق الطرق والمعابر تكتيكا إعتياديا إذ سعت السلطة منع الحوثيين من أساسيات الحياة. ردود فعل الحوثيون كذلك ساهمت في زيادة معاناة المدنيين.

## الهيكل التنظيمي
ينقسم الحوثيين إلى قسمين المقاتلين والمدنيين مؤدي فكر الحوثي. ويقدر عدد افراد مليشيا جماعة الحوثي بنحو نصف مليون فرد وتعتبر أكبر مليشيا مسلحة في اليمن وشبة الجزيرة العربية كلها وصعدة هي معقلهم الرئيسي لكنهم تمددوا إلى عمران ثم صنعاء.
الحوثيون ليسوا منظمة بل هم جسم وجد منذ الحرب الأولى في صعدة ككيان غير متجانس لهم مصالحهم الخاصة وموحدين تحت شعار بمعان مختلفة لأعضاء مختلفين. فكرة وجود تنظيم هرمي بجدول واضح لترتيب وتنظيم المعركة لا تنطبق على الحوثيين. وفقا لوثائق ويكيليكس، لا يوجد دليل أن المقاتلين يقادون من وحدة قيادة مركزية أو يحملون آيدولوجية واضحة ومشروع سياسي. الحوثيين ليسوا كحزب الله ولا حزب العمال الكردستاني ولا الجيش الجمهوري الآيرلندي. يُشار إلى الجماعة من قبل الكثيرين بتسمية «الحوثيين» أو الحركة الحوثية أو العناصر الحوثية أو «الشباب المؤمن» وأخيراً «أنصار الله» قبل أن يتخذوا اسم  أنصار الله  كانوا يشيرون لأنفسهم بـ«أنصار الحق» و«الحسينيين» و«المجاهدين» و«جند الله»، كل هذه التسميات تساعد في صعوبة إعتبار الحوثيين منظمة بجهاز قيادة مسيطر ومتماسك. سبع سنوات من القتال في صعدة ساعدت في ولادة ذكريات مشتركة وطقوس وفعاليات تحافظ على روح التضامن الجماعي، كما تشير عدة تقارير دولية فإن عدد المسلحين الحوثيون كان يزداد عقب كل حرب تشنها الحكومة اليمنية. الحوثيون لم يخوضوا معاركهم منذ عام 2004 بخطة قتال وهيكل تنظيمي يمكن تحليله باستخدام تعابير ومصطلحات عسكرية تقليدية. لم يحددوا لأنفسهم اسماً وهو  أنصار الله  إلى عام 2012، وكان عليهم تحديد ماهو هذا الذي يريدون تحقيقه عوضا عن الحديث عن مايعارضونه من البداية، حتى يُُمكن وصفهم بالمنظمة أو «حركة تمرد» حتى.
حسين بدر الدين الحوثي وعبد الله الرزامي كانوا أعضاء في مجلس النواب اليمني، إلا أن يحيى بدر الدين الحوثي كان الواجهة السياسية و«الدبلوماسية» للحوثيين وقاد لجنة وساطة في مرة من المرات وتوصل لقرار لم يعجب الحكومة، فسحبت صلاحياته وحصانته النيابية وغادر إلى ألمانيا عقب الحرب الأولى. ومن هناك كان يحيى بدر الدين الحوثي أقرب مايكون إلى متحدث رسمي باسم الحوثيين. ولكن ذُمت جهود يحيى لأجل قضية صعدة من قبل بعض «أنصار الحق» على الإنترنت متهيمنه بالسعي لتحويل القضية إلى قضية سياسية لمكاسبه الشخصية. أحد المواقع المؤيدة للحوثيين وصف يحيى بـ«البرلماني» ولم يشر إليه كعضو في مجلس قيادة أو صاحب منصب في «التنظيم». وهناك شائعات عن اختلاف يحيى بدر الدين الحوثي مع أخيه عبد الملك. تولى عبد الملك الحوثي القيادة في الحرب الثالثة ولكن قيادي آخر يدعى عبد الله بن عيضة الرزامي لم يكن يقل عنه أهمية، عبد الملك الحوثي وعائلته هم الواجهة الآيدولوجية حالياً. هناك القادة الميدانيين وكل قائد يتولى منطقة، فطه المداني كان قائد المقاتلين في مديرية حرف سفيان بمحافظة عمران، سلطة طه المداني على مقاتليه كانت مبنية على هيبة شخصية كشيخ قبيلة ربما وليس كسلطة قائد عسكري على جنوده. مثل المشايخ القبليين الذين يعتمدون على «القوة الناعمة» ليبقوا على تأثيرهم ولا يمكنهم المحافظة على هكذا تأثير بأساليب عسكرية فيها شيء من التسلط.
دراسة أسماء القادة الميدانيين والمقاتلين تساعد إلى حد ما في فهم طبيعة الجسم «الحوثي»، بعضهم يستخدم كنى مثل أبو نصر وأبو علي وبعضهم يستخدم ألقابا مثل «الشيخ» مظهرا إنتمائاً قبلياً، وهو مافسره بعض المراقبين أن «الجسم» مكون من دوائر عديدة بمصالح وأهداف مختلفة، أقرب مايكون إلى اتحاد قبلي من ميليشيا منظمة. بالتأكيد، عدد من «الحوثيين» شديدوا الإخلاص لحسين بدر الدين الحوثي الذي كان قائداً رمزياً ليصبح شخصية ملهمة لكثير من المسلحين اليوم. مثلا، اعترض عدد من القادة الميدانيين على قبول عبد الملك الحوثي لإتفاق الدوحة عام 2007 ولكن ذلك وفقا لخبر في وسيلة إعلام سعودية على أية حال. وانتشرت شائعات عن خلافات بين عبد الملك الحوثي وعبد الله الرزامي، زاعمة أن الرزامي يمثل فصيلا أكثر تطرفا في الجماعة إلا أن عبد الملك الحوثي نفى ذلك. وهناك القبليين مثل عبد الله النمري الحكمي، يُعتقد أنه وأمثاله مجرد «حلفاء» لعبد الملك الحوثي ويرون في النزاع وسيلة لتصفية حسابات قديمة، ومثل هولاء يتصرفون باستقلالية كبيرة عن أي مركز قيادة. وهو نتيجة طبيعية لبنية النظام القبلي لعلي عبد الله صالح وحلفائه فكثير من الإشتباكات التي اشترك فيها «الحوثيون» كانت معارك بطبيعة ثأرية بعيدة كل البعد عن القضية الأساسية للتمرد. بالتأكيد كلهم يرددون الشعار ويعتبرون قتلاهم شهداء وعبد الملك الحوثي قائدهم، وينشدون الزوامل (لون من الإنشاد ينتشر بين القبائل) المرددة لنثريات الحركة ولولاهم لما وجدت الحركة ولما صمدت حتى اليوم.
الجوانب المادية في الصراع تعزز الإستقلالية الذاتية ضمن عنوان الولاء الواسع لعبد الملك الحوثي. تواجد الأسلحة بكميات كبيرة في اليمن وصعدة ألغى الحاجة إلى إستراتيجية مركزية لشراء وتوزيع الأسلحة. صعدة ظلت جزءا من اليمن اسميا منذ سقوط المملكة المتوكلية اليمنية، تمكن السكان المحليين من تطوير أساليب مختلفة للحياة والنجاة في بيئة فقيرة الموارد قبل ظهور الحوثيين. يمكن الحصول على المواد الغذائية من خلال التبرعات الطوعية أو القسرية، وجانب التبرع «القسري» قد تمت الإشارة إليه في مزاعم وسائل إعلام الحكومة، مثل جباية الحوثيين للزكاة في المحافظة. الأبعاد الإقليمية لإقتصاد صعدة فتحت أبوابا للتجارة المشروعة وغير المشروعة بتهريب المواد الغذائية إلى داخل المحافظة من خلال جهات فاعلة خارجياً. تمكن الحوثيون من البقاء عبر وسائل النجاة المحلية المعتادة في منطقة مثل صعدة وليس عبر شبكة توزيع منظمة بهيكل هرمي. هذا لا يعني أن وحدات الحوثيين تعمل بشكل مستقل كلياً عن بعضها البعض ولا يواجد تواصل بينهم، إذ لاحظ عمال منظمات الإغاثة العالمية أنهم يتواصلون مع بعضهم البعض بالهواتف الخلوية والفضائية. وعندما فرضت الحكومة تعتيما على شبكات الهاتف الخلوي، استخدم الحوثيون هواتف خاصة وزعتها الحكومة على الموالين لهم في المنطقة.
هذه دراسات لمراقبين قبل عام 2012 عندما تزايدت شعبية الحوثيين لأسباب عديدة منها موقفهم من التدخلات الخارجية ومعارضتهم لحزب التجمع اليمني للإصلاح. عدا حقيقة أن التمرد كان يزداد قوة عقب كل حرب تشنها الحكومة دون معالجة الأسباب الحقيقية وراء زيادة المساحة الديمغرافية المتعاطفة مع الحوثيين. عاد يحيى بدر الدين الحوثي إلى اليمن عام 2013 وكان حسن زيد ووزير الدولة السابق حسن أحمد شرف الدين في مقدمة مستقبليه. وأقيمت جنازة كبيرة لحسين بدر الدين الحوثي بعد تسلم رفاته من الحكومة اليمنية. لم يظهر يحيى بدر الدين الحوثي كثيراً بعد عودته، ويرأس صالح هبرة المجلس السياسي لحركة  أنصار الله  ولديهم متحدث رسمي وهو محمد عبد السلام وأعلنوا أن أي موقف لا يصدر عن «الجهات الرسمية لأنصار الله» لا يمثلهم. ذلك لإنهم يمتلكون القدرة للتحول إلى نموذج تنظيمي أكثر صلابة وإستدامة. التحول من مجرد «جسم» مكون من مجموعات مختلفة وبعضها مستقلة إلى «منظمة» قادرة على التفاوض ووضع شروط ومطالب يبدو أنه تحقق عقب الإحتجاجات الشعبية لعام 2011 وهي المرحلة الأولى من تطورهم كما تنبأ مراقبون،  المرحلة الثانية قد تكون التحول لحزب سياسي رغم أن عبد الملك الحوثي قد يعترض، ولكن هناك الكثير من أنصار الله وأولئك المتعاطفين معهم سواء في حزب الحق واتحاد القوى الشعبية ومثقفين زيدية من يستطيع المضي بمشروع كهذا. ولكن من سلبياته أنه من الممكن أن يتحولوا لحزب شبيه بحزب الله بقسمين سياسي وعسكري، وهي فرضية قوية في حالة «أنصار الله». عبد الملك الحوثي وآخرين في أنصار الله تحدثوا أن تسليم سلاحهم مرتبط بنزع سلاح أعدائهم. عُين علي محسن الأحمر مستشارا لعبد ربه منصور هادي ورفض التقاعد، وتقاعد هذا وعلي عبد الله صالح وإعتزالهم العمل العسكري والسياسي هو أقل ماينبغي تحقيقه للقول أن اليمن مقبلة على تغيير سياسي وفقا لمراقبين دوليين.

#### الحوثيون كمشوهين للمذهب الزيدي

منشور دعائي للحكومة اليمنية يحوي آراء "علماء اليمن الأفاضل" بشأن الحوثيين.

### تجنيد الأطفال

مراهقون مسلحون في تجمع لأنصار عبد الملك الحوثي في محافظة عمران